# Colostygia argillacea
Colostygia argillacea là một loài bướm đêm trong họ Geometridae.